# Matia Spoliarits
Matia Spoliarits (in greco Ματία Σπόλιαριτς?; in serbo Матија Шпољарић?, Matija Špoljarić; Limassol, 2 aprile 1997) è un calciatore cipriota con cittadinanza serba, centrocampista dell'Anorthōsis.

## Statistiche

### Cronologia presenze e reti in nazionale
| Cronologia completa delle presenze e delle reti in nazionale ― Cipro | Cronologia completa delle presenze e delle reti in nazionale ― Cipro | Cronologia completa delle presenze e delle reti in nazionale ― Cipro | Cronologia completa delle presenze e delle reti in nazionale ― Cipro | Cronologia completa delle presenze e delle reti in nazionale ― Cipro | Cronologia completa delle presenze e delle reti in nazionale ― Cipro | Cronologia completa delle presenze e delle reti in nazionale ― Cipro | Cronologia completa delle presenze e delle reti in nazionale ― Cipro |
| Data                                                                 | Città                                                                | In casa                                                              | Risultato                                                            | Ospiti                                                               | Competizione                                                         | Reti                                                                 | Note                                                                 |
| -------------------------------------------------------------------- | -------------------------------------------------------------------- | -------------------------------------------------------------------- | -------------------------------------------------------------------- | -------------------------------------------------------------------- | -------------------------------------------------------------------- | -------------------------------------------------------------------- | -------------------------------------------------------------------- |
| 21-3-2019                                                            | Nicosia                                                              | Cipro                                                                | 5 – 0                                                                | San Marino                                                           | Qual. Euro 2020                                                      | -                                                                    | 55’                                                                  |
| 24-3-2019                                                            | Nicosia                                                              | Cipro                                                                | 0 – 2                                                                | Belgio                                                               | Qual. Euro 2020                                                      | -                                                                    | 75’                                                                  |
| 8-6-2019                                                             | Glasgow                                                              | Scozia                                                               | 2 – 1                                                                | Cipro                                                                | Qual. Euro 2020                                                      | -                                                                    | 70’                                                                  |
| 11-6-2019                                                            | Nižnij Novgorod                                                      | Russia                                                               | 1 – 0                                                                | Cipro                                                                | Qual. Euro 2020                                                      | -                                                                    | 81’                                                                  |
| 9-9-2019                                                             | Serravalle                                                           | San Marino                                                           | 0 – 4                                                                | Cipro                                                                | Qual. Euro 2020                                                      | -                                                                    | 62’                                                                  |
| 10-10-2019                                                           | Astana                                                               | Kazakistan                                                           | 1 – 2                                                                | Cipro                                                                | Qual. Euro 2020                                                      | -                                                                    | 62’                                                                  |
| 13-10-2019                                                           | Nicosia                                                              | Cipro                                                                | 0 – 5                                                                | Russia                                                               | Qual. Euro 2020                                                      | -                                                                    | 79’                                                                  |
| 16-11-2019                                                           | Nicosia                                                              | Cipro                                                                | 1 – 2                                                                | Scozia                                                               | Qual. Euro 2020                                                      | -                                                                    | 74’                                                                  |
| 19-11-2019                                                           | Bruxelles                                                            | Belgio                                                               | 6 – 1                                                                | Cipro                                                                | Qual. Euro 2020                                                      | -                                                                    | 79’                                                                  |
| 8-9-2020                                                             | Nicosia                                                              | Cipro                                                                | 0 – 1                                                                | Azerbaigian                                                          | UEFA Nations League 2020-2021 - 1º turno                             | -                                                                    | 76’                                                                  |
| 7-10-2020                                                            | Larnaca                                                              | Cipro                                                                | 1 – 2                                                                | Rep. Ceca                                                            | Amichevole                                                           | -                                                                    | 64’                                                                  |
| 11-11-2021                                                           | San Pietroburgo                                                      | Russia                                                               | 6 – 0                                                                | Cipro                                                                | Qual. Mondiali 2022                                                  | -                                                                    | 83’                                                                  |
| 14-11-2021                                                           | Lubiana                                                              | Slovenia                                                             | 2 – 1                                                                | Cipro                                                                | Qual. Mondiali 2022                                                  | -                                                                    | 90+2’                                                                |
| 9-6-2022                                                             | Volo                                                                 | Grecia                                                               | 3 – 0                                                                | Cipro                                                                | UEFA Nations League 2022-2023 - 1º turno                             | -                                                                    | 74’                                                                  |
| 20-11-2022                                                           | Petah Tiqwa                                                          | Israele                                                              | 2 – 3                                                                | Cipro                                                                | Amichevole                                                           | -                                                                    | 76’ 88’                                                              |
| Totale                                                               |                                                                      | Presenze                                                             | 15                                                                   |                                                                      | Reti                                                                 | 0                                                                    |                                                                      |

## Palmarès

### Club

#### Competizioni nazionali
- Supercoppa di Cipro: 2

Apollōn Limassol: 2017
Arīs Limassol: 2023
- Campionato cipriota: 1

Arīs Limassol: 2022-2023